# Ixtlapalaco
Ixtlapalaco es una localidad de mexicana, localizada en el municipio de Tepehuacán de Guerrero en el estado de Hidalgo.

## Toponimia
En náhuatl Ixtlapal-a-co, de composición semejante a Ixtlapalapan, derivado del adverbio ixtlapal, de lado, y de apan, canal, río o manantial: “Agua situada en un lado”.

## Geografía
Se encuentra en la región geográfica de la Sierra Alta; a la localidad le corresponden las coordenadas geográficas 21°8′2.702″ de latitud norte y 98°51′33.159″ de longitud oeste; con una altitud de 282 m s. n. m. Cuenta con un clima semicálido húmedo con lluvias todo el año.
En cuanto a fisiografía se encuentra en la provincia de la Sierra Madre Oriental, dentro de la subprovincia del Carso Huasteco; su terreno es de sierra. En lo que respecta a la hidrografía se encuentra posicionado en la región del Pánuco, dentro de la cuenca del río Moctezuma, y en la subcuenca del río Amajac.

## Demografía
En 2020 registró una población de 515 personas, lo que corresponde al 1.65 % de la población municipal; de los cuales 262 son hombres y 253 son mujeres.
| Gráfica de evolución demográfica de Ixtlapalaco entre 1980 y 2020                            |
|                                                                                              |
| Población de los censos y conteos del Instituto Nacional de Estadística y Geografía (INEGI). |